# Tvrtko Kale
Tvrtko Kale (ur. 5 czerwca 1974 w Zagrzebiu) – chorwacki piłkarz występujący na pozycji bramkarza. Od 2007 grał w izraelskim pierwszoligowcu - Hapoelu Petach Tikwa.

## Kariera
Bramkarz rozpoczynał swoją karierę w zagrzebskim NK Lokomotiva Zagrzeb. W roku 1994 przeszedł do drugoligowego wówczas NK Hrvatski Dragovoljac. Rok później zmienił klub na NK Čakovec, a w roku 1996 przeniósł się do NK Inker. Kale zadebiutował w chorwackiej ekstraklasie w roku 2003 w barwach NK Zadar. Rok 2004 przyniósł transfer do ówczesnego mistrza Chorwacji, Hajduka Split, z którym rok później Kale obronił mistrzowski tytuł. Przed wyjazdem do Izraela mierzący prawie dwa metry bramkarz zaliczył epizod w szwajcarskim Neuchâtel Xamax, skąd rok później sprowadzono go do Maccabi Tel Awiw. Udane występy w lidze zaowocowały przenosinami do Beitaru Jerozolima. Żółto-czarni zapłacili za Chorwata 350 tys. dolarów, podpisując z nim dwuletni kontrakt wart 300 tys. $ rocznie. W sezonie 2007/2008 był podstawowym bramkarzem Beitaru, z którym zdobył mistrzostwo Izraela.

## Ciekawostki
- Chorwacka gazeta Slobodna Dalmacija uznała go za najlepszego piłkarza chorwackiej ekstraklasy za rok 2004
- W wywiadzie dla izraelskiego portalu sportowego sport5, Tvrtko ujawnił, że w świetle izraelskiego prawa jest Żydem ze względu na pochodzenie jego babki[1]
- W grudniu 2007 odrzucił ofertę gry w S.S. Lazio